# ماتا (شهرستان کاراایدلسکی، باشقیرستان)
ماتا (انگلیسی: Mata, Komsomolsky, Karaidelsky District, Republic of Bashkortostan) یک شهرک در شهرستان کاراایدلسکی استان باشقیرستان کشور روسیه است.